# أنطونيو بورغز (سياسي)
أنطونيو بورغز هو مصرفي واقتصادي وسياسي برتغالي، ولد في 18 نوفمبر 1949 في Ramalde ‏ في البرتغال، وتوفي في 25 أغسطس 2013 في لشبونة في البرتغال بسبب سرطان البنكرياس. نشط حزبياً في الحزب الديمقراطي الاجتماعي.